# San Francisco Film Critics Circle Awards 2006
Na 5. ročníku udílení cen San Francisco Film Critics Circle Awards byly předány ceny v těchto kategoriích dne 12. prosince 2006.

## Vítězové
Nejlepší film: Jako malé děti

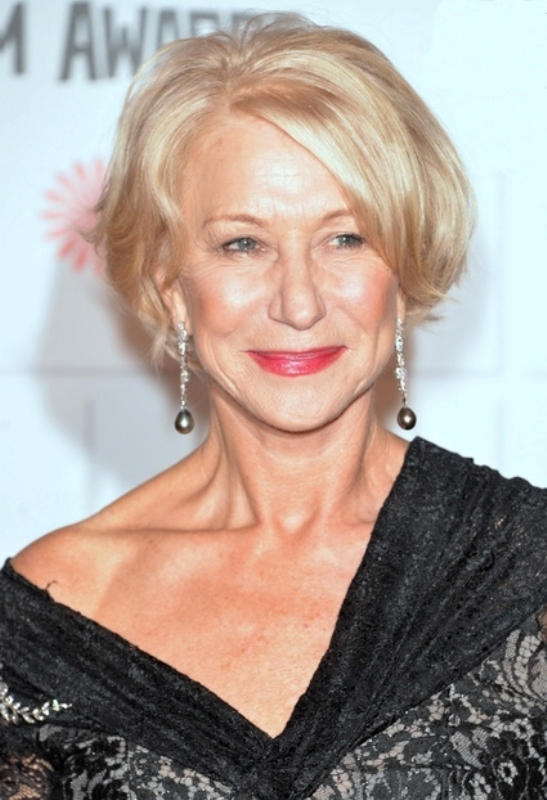
Helen Mirren, vítězka v kategorii nejlepší ženský herecký výkon v hlavní roli

Nejlepší režisér: Paul Greengrass – Let číslo 93
Nejlepší původní scénář: Rian Johnson – Brick
Nejlepší adaptovaný scénář: Todd Field a Tom Perrotta – Jako malé děti
Nejlepší mužský herecký výkon v hlavní roli: Sacha Baron Cohen – Borat
Nejlepší ženský herecký výkon v hlavní roli: Helen Mirren – Královna
Nejlepší mužský herecký výkon ve vedlejší roli: Jackie Earle Haley – Jako malé děti
Nejlepší ženský herecký výkon ve vedlejší roli: Adriana Barraza – Babel
Nejlepší dokument: Nepříjemná pravda
Nejlepší cizojazyčný film: Faunův labyrint (Mexiko, Španělsko, USA)
Cena Marlon Riggs (za odvahu a vizi): Stephen Salmons, spolu-zakladatel festivalu San Francisco Silent Film Festival
Speciální zmínka: Smrt pana Lazaresca